# Kendel Herrarte
Kendel Herrarte (sinh ngày 6 tháng 4 năm 1992) là một cầu thủ bóng đá người Guatemala thi đấu cho Đội tuyển bóng đá quốc gia Guatemala.
Anh được triệu tập vào Guatemala tham dự Cúp Vàng CONCACAF 2015; anh chơi trong trận đầu tiên của Guatemala.